# Leon Bailey
Leon Patrick Bailey Butler (Kingston, 9 de agosto de 1997) es un futbolista jamaicano que juega de delantero en la A. S. Roma de la Serie A de Italia.

## Selección nacional
Es internacional absoluto con Jamaica desde 2019.

### Participaciones en Copa Oro de la Concacaf
| Copa          | Sede                                  | Resultado        | Partidos | Goles |
| ------------- | ------------------------------------- | ---------------- | -------- | ----- |
| Copa Oro 2019 | Estados Unidos · Jamaica · Costa Rica | Semifinales      | 4        | 0     |
| Copa Oro 2021 | Estados Unidos                        | Cuartos de final | 2        | 0     |
| Copa Oro 2023 | Estados Unidos · Canadá               | Semifinales      | 5        | 1     |
| Copa Oro 2025 | Estados Unidos · Canadá               | Fase de grupos   | 3        | 1     |
| Total         | Total                                 | Total            | 14       | 2     |

### Partidos internacionales
| 1.  | 17 de junio de 2019     | Independence Park, Kingston, Jamaica                | Jamaica | 3-2 | Honduras          |     | Copa Oro 2019             | 90' |
| 2.  | 21 de junio de 2019     | BBVA Stadium, Houston, EEUU                         | Jamaica | 0-0 | El Salvador       |     | Copa Oro 2019             | 90' |
| 3.  | 30 de junio de 2019     | Lincoln Financial Field, Pensilvania, EEUU          | Jamaica | 1-0 | Panamá            |     | Copa Oro 2019             | 90' |
| 4.  | 3 de julio de 2019      | Nissan Stadium, Nashville, EEUU                     | Jamaica | 1-3 | Estados Unidos    |     | Copa Oro 2019             | 90' |
| 5.  | 7 de septiembre de 2019 | Sports Complex, Montego Bay, Jamaica                | Jamaica | 6-0 | Antigua y Barbuda | 77' | Liga de Naciones Concacaf | 90' |
| 6.  | 9 de septiembre de 2019 | Synthetic Track and Field Facility, Leonora, Guyana | Jamaica | 4-0 | Guyana            |     | Liga de Naciones Concacaf | 61' |
| 7.  | 14 de noviembre de 2020 | Príncipe Faisal bin Fahd, Riyad, Arabia Saudita     | Jamaica | 0-3 | Arabia Saudita    |     | Amistoso                  | 46' |
| 8.  | 17 de noviembre de 2020 | Príncipe Faisal bin Fahd, Riyad, Arabia Saudita     | Jamaica | 2-1 | Arabia Saudita    |     | Amistoso                  | 82' |
| 9.  | 12 de julio de 2021     | Exploria Stadium, Orlando, EEUU                     | Jamaica | 2-1 | Surinam           |     | Copa Oro 2021             | 83' |
| 10. | 16 de julio de 2021     | Exploria Stadium, Orlando, EEUU                     | Jamaica | 2-1 | Guadalupe         |     | Copa Oro 2021             | 90' |

## Estadísticas

### Clubes
Actualizado al último partido jugado el 16 de mayo de 2025
| Club                           | Div.          | Temporada     | Liga  | Liga  | Liga   | Copas nacionales | Copas nacionales | Copas nacionales | Copas internacionales | Copas internacionales | Copas internacionales | Total | Total | Total  | Media goleadora |
| Club                           | Div.          | Temporada     | Part. | Goles | Asist. | Part.            | Goles            | Asist.           | Part.                 | Goles                 | Asist.                | Part. | Goles | Asist. | Media goleadora |
| ------------------------------ | ------------- | ------------- | ----- | ----- | ------ | ---------------- | ---------------- | ---------------- | --------------------- | --------------------- | --------------------- | ----- | ----- | ------ | --------------- |
| K. R. C. Genk · Bélgica        | 1.ª           | 2015-16       | 37    | 6     | 10     | 5                | 1                | 1                | —                     | —                     | —                     | 42    | 7     | 11     | 0.17            |
| K. R. C. Genk · Bélgica        | 1.ª           | 2016-17       | 19    | 2     | 6      | 4                | 0                | 1                | 12                    | 7                     | 3                     | 35    | 9     | 9      | 0.26            |
| K. R. C. Genk · Bélgica        | Total club    | Total club    | 56    | 8     | 16     | 9                | 1                | 2                | 12                    | 7                     | 3                     | 77    | 16    | 21     | 0.21            |
| Bayer 04 Leverkusen · Alemania | 1.ª           | 2016-17       | 8     | 0     | 1      | 0                | 0                | 0                | 2                     | 0                     | 0                     | 10    | 0     | 1      | 0               |
| Bayer 04 Leverkusen · Alemania | 1.ª           | 2017-18       | 30    | 9     | 6      | 4                | 3                | 0                | 0                     | 0                     | 0                     | 34    | 12    | 6      | 0.33            |
| Bayer 04 Leverkusen · Alemania | 1.ª           | 2018-19       | 29    | 5     | 1      | 2                | 0                | 0                | 8                     | 0                     | 0                     | 39    | 5     | 1      | 0.13            |
| Bayer 04 Leverkusen · Alemania | 1.ª           | 2019-20       | 22    | 5     | 3      | 3                | 1                | 0                | 8                     | 1                     | 0                     | 33    | 7     | 3      | 0.21            |
| Bayer 04 Leverkusen · Alemania | 1.ª           | 2020-21       | 30    | 9     | 8      | 2                | 1                | 0                | 8                     | 5                     | 2                     | 40    | 15    | 10     | 0.38            |
| Bayer 04 Leverkusen · Alemania | Total club    | Total club    | 119   | 28    | 19     | 11               | 5                | 0                | 26                    | 6                     | 2                     | 156   | 39    | 21     | 0.25            |
| Aston Villa F. C. Inglaterra   | 1.ª           | 2021-22       | 18    | 1     | 2      | 0                | 0                | 0                | —                     | —                     | —                     | 18    | 1     | 2      | 0.06            |
| Aston Villa F. C. Inglaterra   | 1.ª           | 2022-23       | 33    | 4     | 4      | 3                | 1                | 0                | —                     | —                     | —                     | 36    | 5     | 4      | 0.14            |
| Aston Villa F. C. Inglaterra   | 1.ª           | 2023-24       | 35    | 10    | 9      | 4                | 0                | 0                | 13                    | 4                     | 5                     | 52    | 14    | 14     | 0.27            |
| Aston Villa F. C. Inglaterra   | 1.ª           | 2024-25       | 24    | 1     | 2      | 6                | 0                | 1                | 8                     | 1                     | 1                     | 38    | 2     | 3      | 0.05            |
| Aston Villa F. C. Inglaterra   | Total club    | Total club    | 110   | 16    | 17     | 13               | 1                | 1                | 21                    | 5                     | 6                     | 144   | 22    | 24     | 0.15            |
| A. S. Roma · Italia            | 1.ª           | 2025-26       | 0     | 0     | 0      | 0                | 0                | 0                | 0                     | 0                     | 0                     | 0     | 0     | 0      | 0               |
| A. S. Roma · Italia            | Total club    | Total club    | 0     | 0     | 0      | 0                | 0                | 0                | 0                     | 0                     | 0                     | 0     | 0     | 0      | 0               |
| Total carrera                  | Total carrera | Total carrera | 285   | 52    | 52     | 33               | 7                | 3                | 59                    | 18                    | 11                    | 377   | 77    | 66     | 0.2             |

### Resumen estadístico
| Competición           | Partidos | Goles | Media goleadora |
| --------------------- | -------- | ----- | --------------- |
| Primera División      | 174      | 36    | 0.21            |
| Copas nacionales      | 20       | 6     | 0.3             |
| Copas internacionales | 38       | 13    | 0.34            |
| Jamaica               | 8        | 1     | 0.13            |
| Total                 | 240      | 56    | 0.23            |